# Wendenhorn
Le Wendenhorn est une montagne des Alpes suisses. Il culmine à 3 023 mètres d'altitude dans les Alpes uranaises.

## Géographie
Ce sommet se situe à la frontière des cantons d'Uri et de Berne. Il se trouve au sud du Titlis.

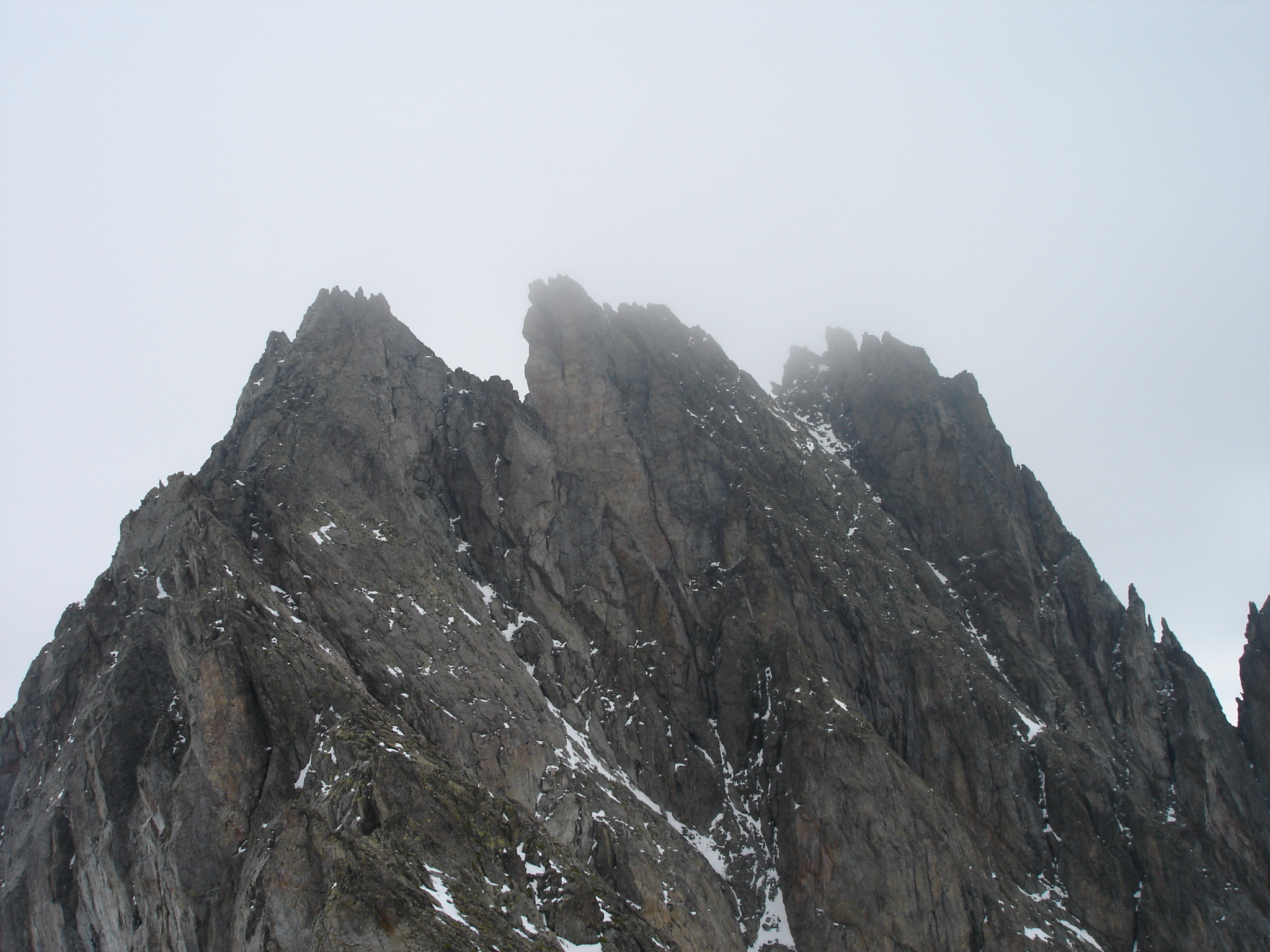
Vue du sommet depuis l'ouest.